# Ewa Borys
Ewa Aurora Borys (ur. 15 marca 1978 we Poznaniu) – polska koszykarka występująca na pozycjach silnej skrzydłowej lub środkowej.
W 1994 zajęła czwarte miejsce w rankingu najlepszych strzelczyń grupy A II ligi kobiet ze średnią 20,9 punktów na mecz. Dwa lata później została liderką strzelczyń grupy B II ligi (19,4).   

## Osiągnięcia
Na podstawie, o ile nie zaznaczono inaczej.

### Drużynowe
Seniorskie
- Awans do PLKK z[1]:
  - Artego Bydgoszcz (2009)
  - Quay Poznań (2000)
  - AZS-em Toruń (2006)

Młodzieżowe
- Mistrzyni Polski kadetek (1994)
- Wicemistrzyni Polski juniorek (1994)
- Brąz mistrzostw Polski kadetek (1993)

### Reprezentacja
- Uczestniczka:
  - mistrzostw Europy U–18 (1994 – 12. miejsce)[4]
  - kwalifikacji do mistrzostw Europy U–18 (1996)